# Torrens-Island-Internierungslager

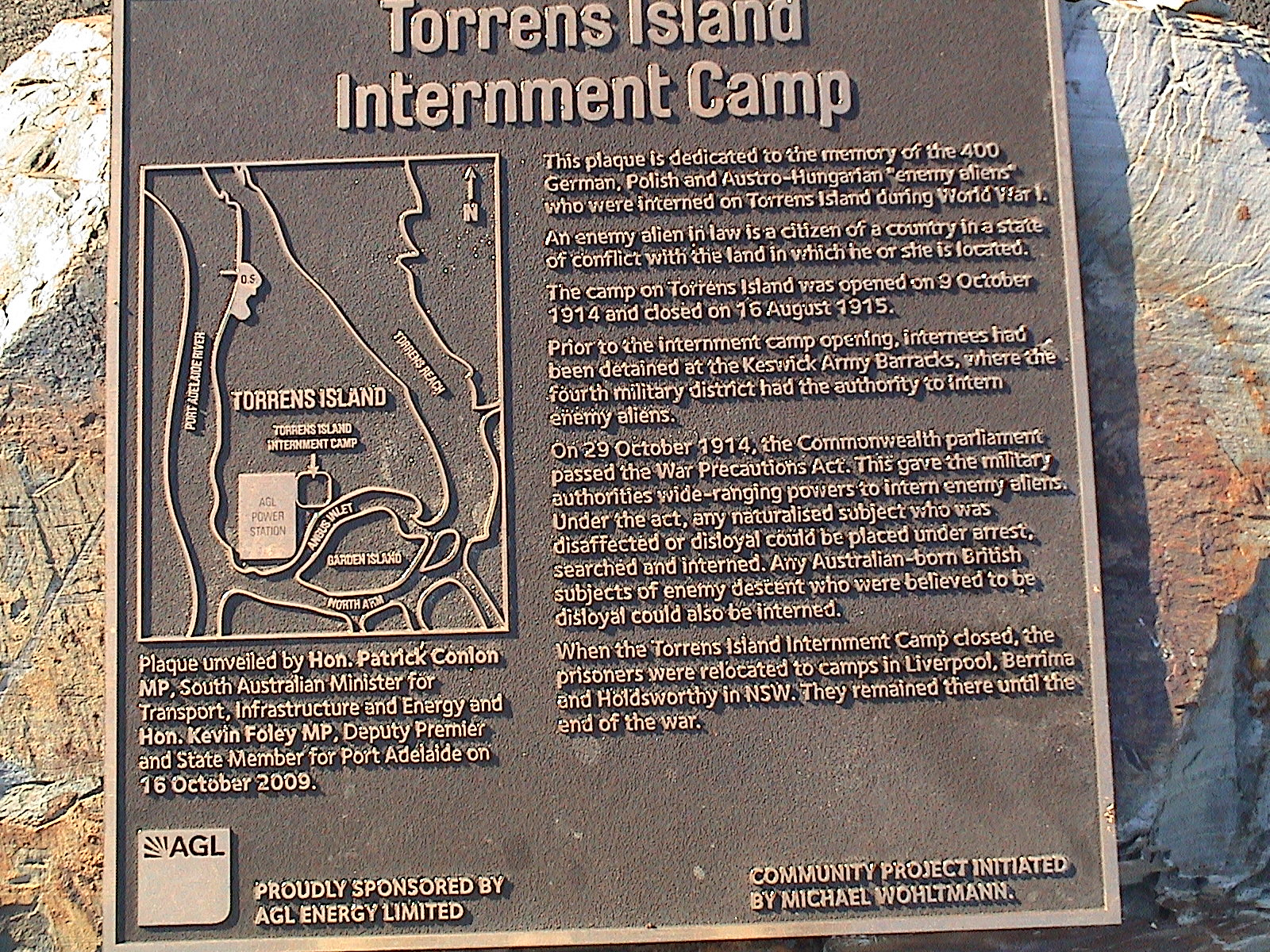
Plakette für das Torrens-Island-Internierungslager von 2009 im Hafen von Adelaide aufgestellt

Das Torrens-Island-Internierungslager (englisch Torrens Island Internment Camp) befand sich auf Torrens Island, einer Insel bei Adelaide in South Australia, das vom Oktober 1914 bis zum August 1915 betrieben wurde.
Es war das Lager mit den härtesten Lebensbedingungen für Internierte im Ersten Weltkrieg. Es kam im Frühjahr 1915 in Verruf, weil Strafen praktiziert wurden, die von keiner Rechtsordnung gedeckt waren. Nachdem bekannt wurde, dass auf Weisung des Lagerkommandanten Hauptmann George Edward Hawkes geflüchtete Insassen als Strafmaßnahme ausgepeitscht und verprügelt worden waren, wurde es 19. August 1915 geschlossen.

## Deutschstämmige in South Australia
South Australia befand sich in einer besonderen Situation, denn am Anfang des 20. Jahrhunderts waren etwa 10 Prozent der Bevölkerung deutschstämmig. Daher konnten nicht alle in Lagern untergebracht werden. Diejenigen, die nicht inhaftiert worden waren, mussten kontinuierlich zum Rapport bei ihrer lokalen Polizei antreten.

## Lagerinsassen
In dem Lager waren bis zu 400 Österreichstämmige, Deutschstämmige und naturalisierte Engländer interniert, die seit Jahren in Australien lebten, sie waren zu „Enemy Aliens“ (deutsch: „feindlichen Ausländern“) erklärt worden. Unter den Internierten gab es auch deutsche Seeleute, die auf Handelsschiffen, die sich zu Kriegsbeginn in australischen Häfen befanden und festgesetzt worden waren.

## Lagerverhältnisse
Die Lebensumstände im Lager waren hart, die Lagerinsassen mussten in Zelten leben und sich ihr Essen in ihren Zelten selbst zubereiten, da es keine Lagerküche gab. Sie durften eigenes Gemüse anbauen. Sieben oder acht Männer waren in einem Zelt untergebracht. Jeder bekam eine wasserdichte Schutzbekleidung und zwei Decken gestellt. Die tägliche Rationen bestand aus Fleisch, Kartoffeln, etwas Gemüse, Brot, Marmelade, Kaffee, Zucker, Salz und Pfeffer, die einmal je Tag verteilt wurde.
Man erkannte, dass internierte Väter ihre in South Australia lebenden Familien nicht versorgen konnten. Daher erhielten die Familien eine staatliche finanzielle Unterstützung. Internierte konnten höchstens zwei Briefe je Woche versenden und kurze Besuche von Familienmitgliedern waren möglich. Die Post wurde kontrolliert.
Die Insassen organisierten, trotz widriger Lebensverhältnisse, eigene Kultur- und Unterhaltungsveranstaltungen, errichteten das Kaisers Kaffee, bildeten einen Chor und zwei Musikkapellen und gaben eine eigene Publikation heraus, genannt „Kamerad“. Diese als Wochenzeitung bezeichnete Publikation war mit der Hand geschrieben, mit Zeichnungen illustriert und mit Werbung versehen.
Die Beziehungen zwischen militärischer Wachmannschaft und Internierten waren bis zur Ernennung von Lagerkommandant Hawkes relativ normal. Man erlaubte am 27. Januar 1915 sogar eine Feier anlässlich des Geburtstags von Kaiser Wilhelm II. Dies änderte sich, als im Frühjahr 1915 Hauptmann Hawkes die Lagerführung übernahm. Das Lager wurde im März in den Süden der Insel verlegt, dabei entstanden unterschiedliche Auffassungen über bauliche Maßnahmen zwischen Internierten und Lagerführung. Dies wurde als Aufruhr qualifiziert. Daraufhin ließ Hawkes zwei Dutzend Internierte in einem Stacheldraht umzäunten Areal zwei Tage ungeschützt im Regen festsetzen. Am Morgen nach dem Ende dieser Strafmaßnahme gab er einen Schuss in einem Zelt ab, der einen Internierten verletzte, der ihn beleidigt haben soll. Dieser gab aber an, dass er ihn um eine Zigarette gebeten haben soll.
Als im Juni 1915 zwei Häftlinge flüchteten, ließ er sie, nachdem er ihrer habhaft wurde, vor den Lagerinsassen und der Wachmannschaft zur Strafe auspeitschen und verprügeln. Die entstandenen Verletzungen wurden fotografisch dokumentiert und in der Lagerzeitschrift bekannt gemacht. Es gab eine Untersuchung, die dazu führte, dass der Lagerkommandant entlassen und das Lager geschlossen wurde. Die Insassen wurden ins Holsworthy-Internierungslager oder ins Internierungslager Trial Bay Gaol in New South Wales verlegt.

## Heute
Heute (2017) gibt es von den beiden Lagerstandorten keine Spuren mehr. Das erste Lager, das lediglich fünf Monate bestand, lag im Westen der Insel, einige Hundert Meter südlich der Quarantänestation. Das zweite Lager befand sich vom März bis zum Oktober 1915 im Süden der Insel auf dem Gebiet der Torrens Island Power Station, ein Kraftwerk, das im Jahr 1973 errichtet wurde. Im Jahr 2007 wurde eine Plakette aus Bronze im gegenüber liegenden Hafen von Adelaide angebracht, die an das Internierungslager erinnert.
Vom Oktober 2014 bis zum September 2015 wurde im Migrationsmuseum Adelaide eine Ausstellung Interned: Torrens Island, 1914–1915 zur Erinnerung an das Internierungslager gezeigt. Hierzu kam auch ein Buch heraus.